# Santa Ana, Costa Rica
Santa Ana är en ort i Costa Rica.   Den ligger i provinsen San José, i den centrala delen av landet, 11 km väster om huvudstaden San José. Santa Ana ligger 909 meter över havet och antalet invånare är 8 029.
Terrängen runt Santa Ana är varierad. Runt Santa Ana är det tätbefolkat, med 849 invånare per kvadratkilometer. Närmaste större samhälle är San José, 10,8 km öster om Santa Ana. I omgivningarna runt Santa Ana växer i huvudsak städsegrön lövskog.